# La verdad de las mentiras
La verdad de las mentiras es un libro del escritor peruano Mario Vargas Llosa en el que se reúnen ensayos sobre 23 novelas, un volumen de relatos y uno de memorias de diversos autores del siglo XX. Fue publicado en 1990 por la editorial Seix Barral y ha sido traducido a varios idiomas: italiano, francés, polaco, rumano y portugués.

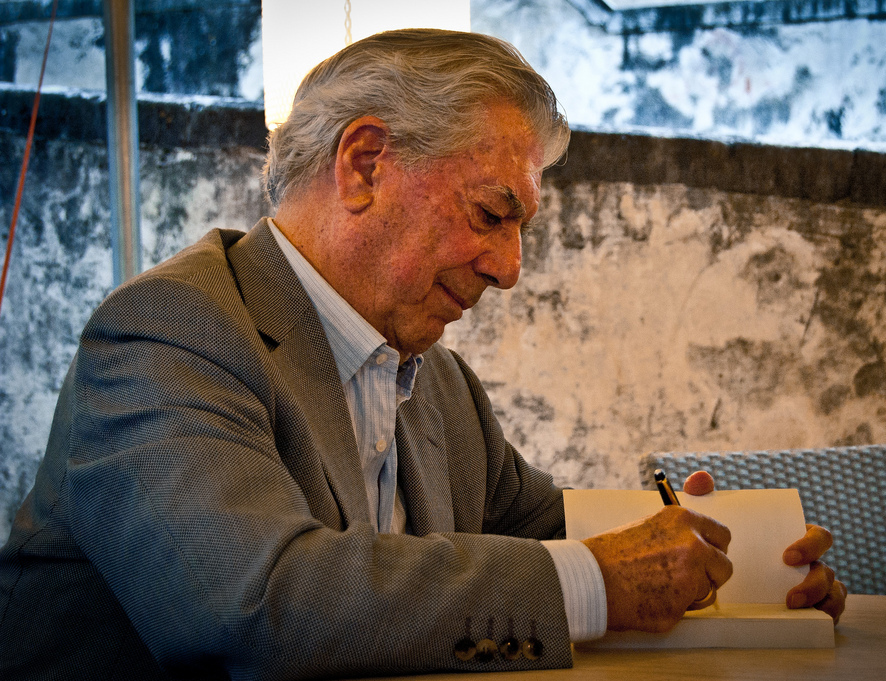
Mario Vargas Llosa (2010)

El título hace referencia al componente de ficción que existe en la literatura. Según Vargas Llosa, las novelas se escriben para ofrecer a los lectores unas historias a las que no pueden tener acceso en el mundo real. La novela no cuenta la vida, sino que la altera, la transforma y le añade los sueños, las inquietudes y las tergiversaciones que surgen de la imaginación del narrador. Por lo tanto, las mentiras que relatan las novelas sirven para completar eficazmente las limitaciones y frustraciones de la vida real.
Los textos incluidos en el libro aparecieron primero como prólogos de la Biblioteca de Plata, colección dirigida por Vargas Llosa y publicada por Círculo de Lectores entre 1987 y 1989.

## Libros comentados
| - La muerte en Venecia de Thomas Mann, 1912. - Dublineses de James Joyce, 1914. - Manhattan Transfer de John Dos Passos, 1925. - La señora Dalloway de Virginia Woolf, 1925. - El gran Gatsby de F. Scott Fitzgerald, 1925. - El lobo estepario de Hermann Hesse, 1928. - Santuario de William Faulkner, 1931. - Un mundo feliz de Aldous Huxley, 1932. - Trópico de Cáncer (novela) de Henry Miller, 1934. - Auto de fe de Elias Canetti, 1936. - El poder y la gloria de Graham Greene, 1940. - El extranjero de Albert Camus, 1942. | - La romana de Alberto Moravia, 1947. - Al este del Edén de John Steinbeck, 1952. - No soy Stiller de Max Frisch, 1954. - Lolita de Vladimir Nabokov, 1955. - El doctor Zhivago Borís Pasternak, 1957. - El gatopardo de Giuseppe Tomasi di Lampedusa, 1958. - El tambor de hojalata de Günter Grass, 1959. - La casa de las bellas durmientes de Yasunari Kawabata, 1960. - El cuaderno dorado de Doris Lessing, 1962. - Un día en la vida de Iván Denisovich de Aleksandr Solzhenitsyn, 1962. - Opiniones de un payaso de Heinrich Böll, 1963. - Herzog de Saul Bellow, 1964. - París era una fiesta de Ernest Hemingway, 1964. |

## Edición de 2002
En 2002 se publicó una nueva edición del libro (Alfaguara) en la que se añadieron diez nuevos ensayos que se ocupan de las siguientes novelas y un libro de cuentos:
- El corazón de las tinieblas de Joseph Conrad, 1902.
- Nadja de André Breton, 1928.
- La condición humana de André Malraux, 1933.
- Siete cuentos góticos de Karen Blixen, 1934.
- El cero y el infinito de Arthur Koestler, 1940.
- La granja de los animales de George Orwell, 1945.
- El reino de este mundo de Alejo Carpentier, 1949.
- El fin de la aventura de Graham Greene, 1951.
- El viejo y el mar de Ernest Hemingway, 1952.
- Sostiene Pereira, de Antonio Tabucchi, 1994.